# Amietina
Amietina là một chi bọ cánh cứng thuộc họ Scarabaeidae.